# Verwaltungsgemeinschaft Großharthau
Die Verwaltungsgemeinschaft Großharthau ist eine Verwaltungsgemeinschaft im Freistaat Sachsen im Landkreis Bautzen. Sie liegt im Westen des Landkreises, zirka 6 km westlich der Stadt Bischofswerda und 26 km östlich der Landeshauptstadt Dresden. Die Bundesautobahn 4 verläuft nördlich des Gemeinschaftsgebietes. Sie ist über den Anschluss Ohorn zu erreichen. Durch Großharthau verläuft die Bundesstraße 6.

## Die Gemeinden mit ihren Ortsteilen
- Großharthau mit den Ortsteilen Großharthau, Bühlau, Schmiedefeld und Seeligstadt
- Frankenthal mit den Ortsteilen Frankenthal und Beigut